# 李瑀
李瑀（?—?），唐朝宗室，唐睿宗的孙子，宁王李成器的儿子。
李瑀早有材望，仪表堂堂。始封陇西郡公。755年，安史之乱爆发后，随唐玄宗幸蜀，至河池郡，封汉中王，仍加银青光禄大夫、汉中郡太守，山南西道防御使。杀杨国忠子殿中少监杨晓。
乾元初年（758年），宁国公主下嫁回纥，唐肃宗诏李瑀以特进、太常卿持节册拜回纥英武威远可汗。李瑀也知音律，曾经早朝过永兴里，听闻笛音，对左右说：“是太常工乎？”回答：“然。”他日认识了这个笛工，问：“为什么躺卧着吹奏呢？”笛工惊恐致歉。又听康昆仑奏琵琶，说：“琵声多，琶声少，是未可弹五十四丝大弦也。”音乐家把自下逆鼓叫做琵，自上顺鼓叫做琶。唐肃宗下诏收群臣家中之马助战，李瑀与魏少游等不同意。唐肃宗怒，贬他为蓬州长史。死后赠太子太师，谥号宣。
子太常博士、太子中舍人李梢，李梢子李景俭。

## 传記資料
- 《旧唐書》宁王宪传
- 《新唐書》宁王宪传